# The Fatal Chocolate
The Fatal Chocolate è un cortometraggio muto del 1912 diretto e interpretato da Mack Sennett e Mabel Normand.

## Produzione
Il film, prodotto dalla Biograph Company, venne girato a New York.

## Distribuzione
Distribuito dalla General Film Company, il film - un cortometraggio di 10 minuti - uscì nelle sale statunitensi il 19 febbraio 1912. In Venezuela, venne ribattezzato Chocolate fatal. Nelle proiezioni, veniva programmato con il sistema dello split reel, accorpato in un'unica bobina con un altro cortometraggio prodotto dalla Biograph Company, la commedia Got a Match.
Non si conoscono copie ancora esistenti della pellicola che viene considerata presumibilmente perduta.